# Copa de Oro Nicolás Leoz 1993
De Copa de Oro Nicolás Leoz 1993 was de eerste editie van deze Zuid-Amerikaanse voetbalcompetitie, die werd gespeeld tussen de winnaars van vier andere Zuid-Amerikaanse voetbaltoernooien. Het Argentijnse CA Boca Juniors - de enige deelnemer die niet uit Brazilië kwam - versloeg Clube Atlético Mineiro in de finale over twee duels. Als winnaar kwalificeerde Boca Juniors zich voor de Copa Iberoamericana tegen de winnaar van de Copa del Rey 1992/93.

## Deelnemers
Aan de eerste editie van de Copa de Oro Nicolás Leoz deden vier ploegen mee die een jaar eerder een Zuid-Amerikaans voetbaltoernooi hadden gewonnen.
| Deelnemer              | Kwalificatie                  | Datum kwalificatie |
| ---------------------- | ----------------------------- | ------------------ |
| CA Boca Juniors        | Copa Master de Supercopa 1992 | 31 mei 1992        |
| São Paulo FC           | Copa Libertadores 1992        | 17 juni 1992       |
| Clube Atlético Mineiro | Copa CONMEBOL 1992            | 23 september 1992  |
| Cruzeiro EC            | Supercopa Sudamericana 1992   | 25 november 1992   |

## Toernooi-opzet
De vier deelnemende clubs speelden een knock-outtoernooi. Cruzeiro EC en Clube Atlético Mineiro - die in hetzelfde stadion deelden - speelden hun halve finale over één wedstrijd. De andere halve finale en de finale werd over twee duels gespeeld. Bij een gelijke stand werd er verlengd volgens het golden goal-principe. Werd er niet gescoord in de verlenging, dan werden er strafschoppen genomen.
|  | Halve finale | Halve finale            | Halve finale | Halve finale | Halve finale |   |                     | Finale           | Finale | Finale | Finale | Finale |
|  |              |                         |              |              |              |   |                     |                  |        |        |        |        |
|  | CC           | Atlético Mineiro (n.s.) | 0            | −            | 0 (5)        |   |                     |                  |        |        |        |        |
|  | SL           | Cruzeiro                | 0            | −            | 0 (4)        |   |                     |                  |        |        |        |        |
|  | SL           | Cruzeiro                | 0            | −            | 0 (4)        |   | CC                  | Atlético Mineiro | 0      | 0      | 0      |        |
|  |              |                         |              |              |              |   | CC                  | Atlético Mineiro | 0      | 0      | 0      |        |
|  |              | CM                      | Boca Juniors | 0            | 1            | 1 |                     |                  |        |        |        |        |
|  | CM           | CM                      | Boca Juniors | 0            | 1            | 1 | Boca Juniors (n.v.) | 1                | 1      | 2      |        |        |
|  | CM           |                         |              |              |              |   | Boca Juniors (n.v.) | 1                | 1      | 2      |        |        |
|  | CL           | São Paulo               | 0            | 1            | 1            |   |                     |                  |        |        |        |        |

### Halve finales
In de halve finales namen Boca Juniors (winnaar van de Copa Master de Supercopa) en Copa Libertadores-kampioen São Paulo het tegen elkaar op. Ook stadsgenoten Atlético Mineiro (winnaar van de Copa CONMEBOL) en Cruzeiro (winnaar van de Supercopa Sudamericana) speelden tegen elkaar. Die ontmoeting werd over één duel gespeeld. Boca Juniors en São Paulo streden in een thuis- en uitduel om een plekje in de finale. De halve finales werden tussen 7 en 10 juli gespeeld.
|             |                 |       |              |                                                                                |
| 7 juli 1993 | CA Boca Juniors | 1 - 0 | São Paulo FC | Estadio Camilo Cichero, Buenos Aires Scheidsrechter: Ernesto Filippi (Uruguay) |
| 7 juli 1993 | Martínez 87'    |       |              | Estadio Camilo Cichero, Buenos Aires Scheidsrechter: Ernesto Filippi (Uruguay) |

|              |              |              |                 | |
| 10 juli 1993 | São Paulo FC | 1 - 1 (n.v.) | CA Boca Juniors | Estádio Municipal Paulo Machado do Carvalho, São Paulo Scheidsrechter: Juan Francisco Escobar (Paraguay) |
| 10 juli 1993 | Matosas 73'  |              | 91' Martínez    | Estádio Municipal Paulo Machado do Carvalho, São Paulo Scheidsrechter: Juan Francisco Escobar (Paraguay) |

 CA Boca Juniors wint na golden goal met 2–1 over twee wedstrijden.

|             |                                               |              |                                                               | |
| 8 juli 1993 | Clube Atlético Mineiro                        | 0 - 0 (n.v.) | Cruzeiro EC                                                   | Estádio Governador Magalhães Pinto, Belo Horizonte Toeschouwers: 19.269 Scheidsrechter: José Joaquín Torres (Colombia) |
| 8 juli 1993 |                                               |              |                                                               | Estádio Governador Magalhães Pinto, Belo Horizonte Toeschouwers: 19.269 Scheidsrechter: José Joaquín Torres (Colombia) |
| 8 juli 1993 | Strafschoppen                                 |              |                                                               | Estádio Governador Magalhães Pinto, Belo Horizonte Toeschouwers: 19.269 Scheidsrechter: José Joaquín Torres (Colombia) |
| 8 juli 1993 | Gilson Ryuller Orlando Valdir Benedito Aílton | 5 – 4        | Roberto Gaúcho Paulo Roberto Edenílson Luís Fernando Cleisson | Estádio Governador Magalhães Pinto, Belo Horizonte Toeschouwers: 19.269 Scheidsrechter: José Joaquín Torres (Colombia) |

0–0 na verlenging. Clube Atlético Mineiro wint met 5–4 na strafschoppen.

### Finale
|              |                        |       |                 |                                                                                           |
| 14 juli 1993 | Clube Atlético Mineiro | 0 - 0 | CA Boca Juniors | Estádio Governador Magalhães Pinto, Belo Horizonte Scheidsrechter: Jorge Nieves (Uruguay) |
| 14 juli 1993 |                        |       |                 | Estádio Governador Magalhães Pinto, Belo Horizonte Scheidsrechter: Jorge Nieves (Uruguay) |

|              |                  |       |                        |                                                                               |
| 22 juli 1993 | CA Boca Juniors  | 1 - 0 | Clube Atlético Mineiro | Estadio Camilo Cichero, Buenos Aires Scheidsrechter: Jorge Orellana (Ecuador) |
| 22 juli 1993 | Mac Allister 54' |       |                        | Estadio Camilo Cichero, Buenos Aires Scheidsrechter: Jorge Orellana (Ecuador) |

 CA Boca Juniors wint met 1–0 over twee wedstrijden.

| Winnaar Copa de Oro Nicolás Leoz 1993 |
| ------------------------------------- |
| CA Boca Juniors 1e titel              |